# Дружба (Ровненская область)
Дружба (укр. Дружба) — село в Радивиловской городской общине Дубенского района Ровненской области Украины.
До 2020 года входило в Радивиловский район.
Население по переписи 2001 года составляло 1036 человек. Почтовый индекс — 35554. Телефонный код — 3633. Код КОАТУУ — 5625882501.